# Bloomfield (Connecticut)
Pour les articles homonymes, voir Bloomfield.
Bloomfield est une ville située dans le comté de Hartford, dans l'État du Connecticut aux États-Unis. Lors du recensement de 2010, Bloomfield avait une population totale de 20 486 habitants.

## Géographie
Selon le Bureau du Recensement des États-Unis, la superficie de la ville est de 26,25 milles carrés (67,99 km2), dont 26,09 milles carrés (67,57 km2) de terres et 0,17 milles carrés (0,44 km2) de plans d'eau, soit 0,65 %.

## Histoire
Bloomfield devient une municipalité en 1835. Le nom de la ville aurait été suggéré par Francis Gillette (en) en référence à ses vergers (« bloomfield » signifie « champ en fleurs » en anglais).

## Démographie
D'après le recensement de 2000, il y avait 19 587 habitants, 7 902 ménages, et 5 152 familles dans la ville. La densité de population était de 290,8 hab/km2. Il y avait 8 195 maisons avec une densité de 121,6 maisons/km2. La décomposition ethnique de la population était : 40,00 % blancs ; 54,06 % noirs ; 0,21 % amérindiens ; 1,29 % asiatiques ; 0,02 % natifs des îles du Pacifique ; 1,60 % des autres races ; 2,83 % de deux races ou plus. 3,67 % de la population était hispanique ou Latino de n'importe quelle race.
Il y avait 7 902 ménages, dont 24,0 % avaient des enfants de moins de 18 ans, 46,1 % étaient des couples mariés, 15,9 % avaient une femme qui était parent isolé, et 34,8 % étaient des ménages non-familiaux. 30,1 % des ménages étaient constitués de personnes seules et 16,0 % de personnes seules de 65 ans ou plus. Le ménage moyen comportait 2,41 personnes et la famille moyenne avait 3,00 personnes.
Dans la ville la pyramide des âges était 21,4 % en dessous de 18 ans, 5,8 % de 18 à 24, 24,5 % de 25 à 44, 26,6 % de 45 à 64, et 21,7 % qui avaient 65 ans ou plus. L'âge médian était 44 ans. Pour 100 femmes, il y avait 81,2 hommes. Pour 100 femmes de 18 ans ou plus, il y avait 75,5 hommes.
Le revenu médian par ménage de la ville était 53 812 dollars US, et le revenu médian par famille était 64 892 $. Les hommes avaient un revenu médian de 42 860 $ contre 36 778 $ pour les femmes. Le revenu par habitant de la ville était 28 843 $. 7,6 % des habitants et 5,1 % des familles vivaient sous le seuil de pauvreté. 10,2 % des personnes de moins de 18 ans et 9,4 % des personnes de plus de 65 ans vivaient sous le seuil de pauvreté.
| 1850  | 1860  | 1870  | 1880  | 1890  | 1900  |
| ----- | ----- | ----- | ----- | ----- | ----- |
| 1 412 | 1 401 | 1 473 | 1 346 | 1 308 | 1 513 |

| 1910  | 1920  | 1930  | 1940  | 1950  | 1960   |
| ----- | ----- | ----- | ----- | ----- | ------ |
| 1 821 | 2 394 | 3 247 | 4 309 | 5 746 | 13 613 |

| 1970   | 1980   | 1990   | 2000   | 2010   | - |
| ------ | ------ | ------ | ------ | ------ | - |
| 18 301 | 18 608 | 19 483 | 19 587 | 20 486 | - |